# Prigionieri nel Texas
Prigionieri nel Texas è un romanzo autobiografico del 1985 scritto da Gaetano Tumiati.

## Trama
Il romanzo racconta la storia personale dell'Autore, tenente di cavalleria, dal momento della cattura in Tunisia, nel maggio 1943, al ritorno in patria nel 1946.
Nella parte centrale e più consistente del romanzo sono narrate varie vicissitudini vissute dallo scrittore e dai compagni detenuti nel campo di concentramento di Hereford in Texas.

## Edizioni
- Gaetano Tumiati, Prigionieri nel Texas, Mursia, 1985,  p. 204, ISBN 88-425-2369-0.

## Varie
Il regista Giorgio Serafini ha realizzato nel 1991 un documentario TV sul campo di prigionia di Hereford dal titolo Les murs de sable, e nel 2002, nello stesso ambiente, ha diretto un film con Luca Zingaretti e Roy Scheider dal titolo Texas 46.